# Sageretia brandrethiana
Sageretia brendrethiana là một loài thực vật có hoa trong họ Táo. Loài này được Aitch. miêu tả khoa học đầu tiên năm 1865.